# Episodi de I ragazzi del windsurf (terza stagione)
La terza stagione della serie televisiva I ragazzi del windsurf è stata trasmessa in anteprima in Germania dalla ARD tra il 1996 e il 1997.
.
| nº | Titolo originale              | Titolo italiano | Prima TV Germania | Prima TV Italia |
| -- | ----------------------------- | --------------- | ----------------- | --------------- |
| 1  | Rocky gegen den Rest der Welt |                 | 1996              |                 |
| 2  | Die Herausforderung           |                 | 1996              |                 |
| 3  | Deckname Bernstein            |                 | 1996              |                 |
| 4  | Sport der Könige              |                 | 1996              |                 |
| 5  | Schicksal?                    |                 | 1996              |                 |
| 6  | Für dich!                     |                 | 1996              |                 |
| 7  | Männerwirtschaft              |                 | 1996              |                 |
| 8  | Aus, Schluß, vorbei           |                 | 1996              |                 |
| 9  | Einer gegen alle              |                 | 1997              |                 |
| 10 | Schlagabtausch                |                 | 1997              |                 |
| 11 | Die Muschelfalle              |                 | 1997              |                 |
| 12 | Bad Trip                      |                 | 1997              |                 |
| 13 | Amour fou                     |                 | 1997              |                 |